# Wilfrid Hodges
Wilfrid Augustine Hodges FBA (27 de maio de 1941) é um matemático britânico, conhecido por seu trabalho sobre teoria dos modelos.

## Vida
Hodges foi professor de matemática da Queen Mary University of London de 1987 a 2006, autor de diversos livros sobre lógica.
Em 2009 foi eleito fellow da Academia Britânica.

## Livros
Somente as primeiras edições são listadas.
- Hodges, Wilfrid (1977). Logic – An Introduction to Elementary Logic. [S.l.]: Penguin Books[1]
- Hodges, Wilfrid (1985). Building Models by Games. Col: London Mathematical Society Student Texts. [S.l.]: Cambridge University Press
- Hodges, Wilfrid (1993). Model theory. Col: Encyclopedia of Mathematics. [S.l.]: Cambridge University Press. ISBN 0-521-30442-3[2]
- Hodges, Wilfrid (1997). A Shorter Model theory. [S.l.]: Cambridge University Press. ISBN 0-521-58713-1
- Chiswell, Ian; Hodges, Wilfrid (2007). Mathematical Logic. [S.l.]: Oxford University Press. ISBN 978-0-19-921562-1